# Městský dům 198 (Andělská Hora)
Městský dům čp. 198 stojí na katastrálním území Andělská Hora ve Slezsku. Je součástí městské zástavby a byl zapsán do Ústředního seznamu kulturních památek ČR.

## Historie
Městský dům byl postaven v polovině 18. století v řadové zástavbě na západní straně náměstí. Byl přestavován v roce 1965, kdy byly provedeny nevhodné úpravy, po roce 2002 byla fasáda obnovena do původního vzhledu.

## Popis
Městský dům je barokní zděná omítnutá dvoupodlažní obytná budova s přistavěnou mansardou obdobnou prvnímu patru, s mansardovou střechou na pravé straně ukončenou štítovou stěnou. Průčelí otevřené do náměstí má v patrech šest okenních os, v přízemí je pět os. Vstup má půlkruhový záklenek (nově opraven). Fasáda je členěná soklem, pásovou patrovou římsou, profilovanou podokenní římsou prvního patra a profilovanou korunní římsou. Okna jsou obdélná v šambráně.
V interiéru v přízemí je chodba zaklenuta pruskou klenbou, jedna místnost zaklenuta dvěma pruskými plackami s pasem.